# Lecanoromycetes
Lecanoromycetes è una ampia classe di funghi lichenizzati della divisione Ascomycota.

## Descrizione
Lecanoromycetes comprende la maggior parte (90%) delle specie di licheni  (> 13 500) ed è quindi una delle classi più diversificate di tutti i funghi in termini di complessità fenotipica. La maggior parte delle specie ha apoteci come corpi fruttiferi, solo 64 famiglie presentano invece periteci.
È noto che la maggior parte dei membri dei Lecanoromycetes produce un'ampia varietà di composti secondari unici, in particolare derivati polichetidici (come depsidi e depsidoni, antrachinoni e xantoni) terpeni e derivati dell'acido pulvinico.

## Tassonomia
- sottoclasse Acarosporomycetidae
  - Acarosporales
- sottoclasse Ostropomycetidae
  - Agyriales
  - Baeomycetales
  - Ostropales
  - Pertusariales
- sottoclasse Lecanoromycetidae
  - Lecanorales
  - Caliciales
  - Peltigerales
  - Teloschistales
- incertae sedis
  - Candelariales
  - Umbilicariales